# Oxypoda famula
Oxypoda famula är en skalbaggsart som beskrevs av Thomas Casey 1911. Oxypoda famula ingår i släktet Oxypoda och familjen kortvingar. Inga underarter finns listade i Catalogue of Life.